# NGC 5941
NGC 5941 é uma galáxia lenticular (S0) localizada na direcção da constelação de Serpens. Possui uma declinação de +07° 20' 20" e uma ascensão recta de 15 horas, 31 minutos e 40,3 segundos.
A galáxia NGC 5941 foi descoberta em 19 de Abril de 1887 por Lewis A. Swift.